# Poggio-Mezzana
Pour les articles homonymes, voir Poggio.
Poggio-Mezzana est une commune française située dans la circonscription départementale de la Haute-Corse et le territoire de la collectivité de Corse. Elle appartient à l'ancienne piève de Tavagna dont elle était le chef-lieu.

## Urbanisme

### Typologie
Au 1er janvier 2024, Poggio-Mezzana est catégorisée commune rurale à habitat dispersé, selon la nouvelle grille communale de densité à sept niveaux définie par l'Insee en 2022.
Elle appartient à l'unité urbaine de Penta-di-Casinca, une agglomération intra-départementale regroupant sept  communes, dont elle est une commune de la banlieue,,. La commune est en outre hors attraction des villes,.
La commune, bordée par la mer Méditerranée, est également une commune littorale au sens de la loi du 3 janvier 1986, dite loi littoral. Des dispositions spécifiques d’urbanisme s’y appliquent dès lors afin de préserver les espaces naturels, les sites, les paysages et l’équilibre écologique du littoral, tel le principe d'inconstructibilité, en dehors des espaces urbanisés, sur la bande littorale des 100 mètres, ou plus si le plan local d’urbanisme le prévoit.

### Occupation des sols
L'occupation des sols de la commune, telle qu'elle ressort de la base de données européenne d’occupation biophysique des sols Corine Land Cover (CLC), est marquée par l'importance des forêts et milieux semi-naturels (80,4 % en 2018), une proportion identique à celle de 1990 (80,3 %). La répartition détaillée en 2018 est la suivante : 
forêts (57,7 %), milieux à végétation arbustive et/ou herbacée (22,7 %), espaces verts artificialisés, non agricoles (12,3 %), zones agricoles hétérogènes (4,6 %), zones urbanisées (2,6 %), eaux maritimes (0,1 %). L'évolution de l’occupation des sols de la commune et de ses infrastructures peut être observée sur les différentes représentations cartographiques du territoire : la carte de Cassini (XVIIIe siècle), la carte d'état-major (1820-1866) et les cartes ou photos aériennes de l'IGN pour la période actuelle (1950 à aujourd'hui).

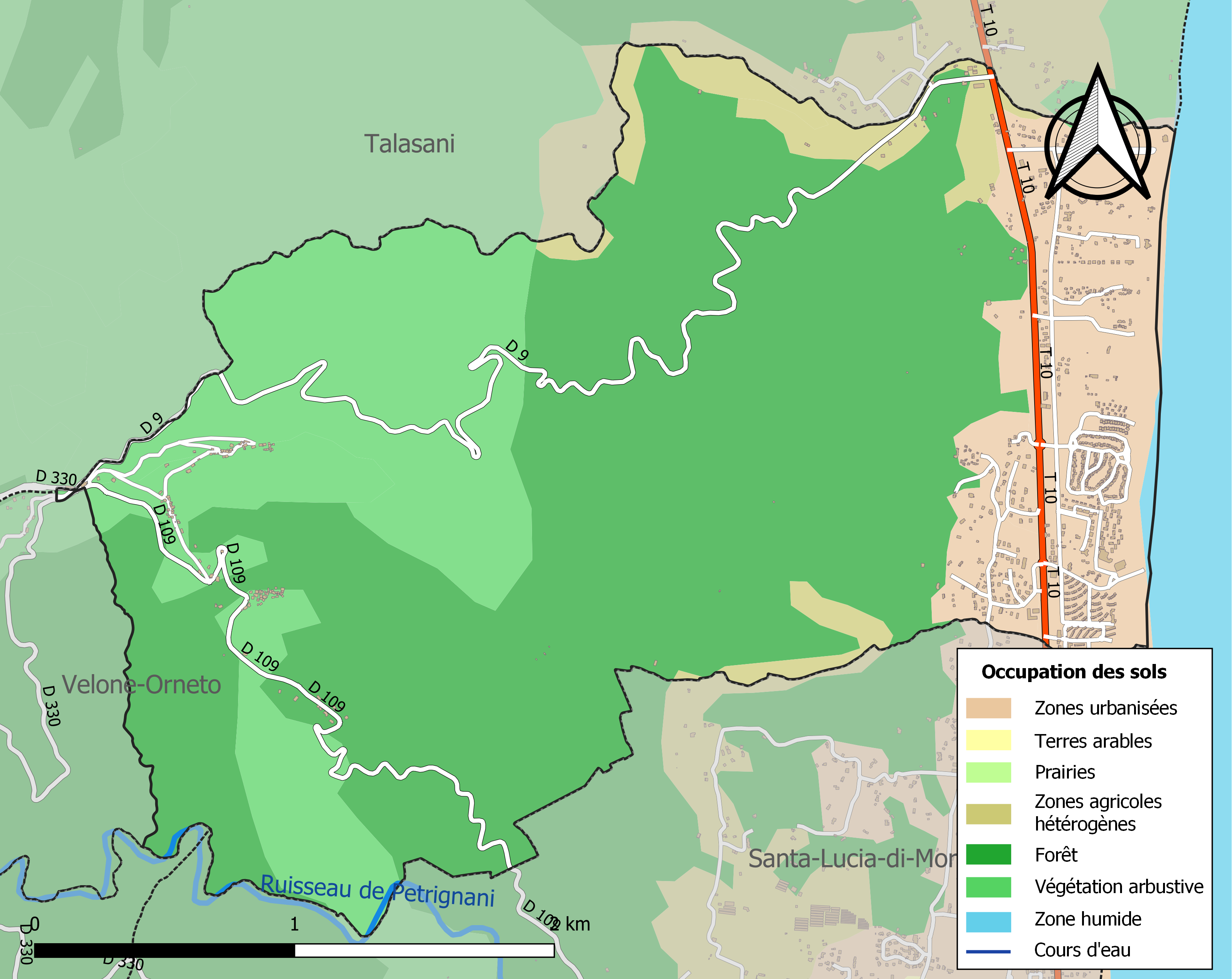
Carte des infrastructures et de l'occupation des sols de la commune en 2018 (CLC).

## Toponymie
Le nom en corse de la commune est u Poghju di Tavagna, issu du corse poghju « monticule » désignant la surélévation sur laquelle est bâtie le village.

## Politique et administration
| Période                                  | Période  | Identité            | Étiquette | Qualité                    |
| ---------------------------------------- | -------- | ------------------- | --------- | -------------------------- |
| avant 1981                               | ?        | Jean Pietri         | DVG       |                            |
| mars 2001                                | En cours | Maurice Chiaramonti | DVG       | Retraité de l'enseignement |
| Les données manquantes sont à compléter. |          |                     |           |                            |

## Population et société

### Démographie
L'évolution du nombre d'habitants est connue à travers les recensements de la population effectués dans la commune depuis 1800. Pour les communes de moins de 10 000 habitants, une enquête de recensement portant sur toute la population est réalisée tous les cinq ans, les populations de référence des années intermédiaires étant quant à elles estimées par interpolation ou extrapolation. Pour la commune, le premier recensement exhaustif entrant dans le cadre du nouveau dispositif a été réalisé en 2007.

En 2022, la commune comptait 823 habitants, en évolution de +24,13 % par rapport à 2016 (Haute-Corse : +5,15 %, France hors Mayotte : +2,11 %).
| 1800 | 1806 | 1821 | 1831 | 1836 | 1841 | 1846 | 1851 | 1856 |
| ---- | ---- | ---- | ---- | ---- | ---- | ---- | ---- | ---- |
| 352  | 469  | 520  | 555  | 555  | 541  | 554  | 513  | 485  |

| 1861 | 1866 | 1872 | 1876 | 1881 | 1886 | 1891 | 1896 | 1901 |
| ---- | ---- | ---- | ---- | ---- | ---- | ---- | ---- | ---- |
| 478  | 460  | 475  | 512  | 462  | 434  | 503  | 523  | 460  |

| 1906 | 1911 | 1921 | 1926 | 1931 | 1936 | 1946 | 1954 | 1962 |
| ---- | ---- | ---- | ---- | ---- | ---- | ---- | ---- | ---- |
| 466  | 548  | 450  | 337  | 261  | 289  | 289  | 208  | 189  |

| 1968 | 1975 | 1982 | 1990 | 1999 | 2006 | 2007 | 2012 | 2017 |
| ---- | ---- | ---- | ---- | ---- | ---- | ---- | ---- | ---- |
| 194  | 237  | 287  | 360  | 403  | 617  | 648  | 626  | 680  |

| 2022 | - | - | - | - | - | - | - | - |
| ---- | - | - | - | - | - | - | - | - |
| 823  | - | - | - | - | - | - | - | - |

## Culture locale et patrimoine

### Lieux et monuments
- Église Saint-Laurent.
- Église Saint-Vitus.
- Église de Saint-Jean (église pievanne du XVe siècle). Elle est inscrite à l'Inventaire général du patrimoine culturel[13].

### Personnalités liées à la commune
- Antonio Francesco Giappiconi, capitaine au service de la république de Venise, puis de l'Espagne, comte et capitaine des gardes du roi  Théodore de Neuhoff[14]
- Jean-Vitus Marcantei (1913-2012) : Juge de paix.
- Julie-Françoise Marcantei-Gay (1951-): présidente du tribunal d'instance de Marseille - présidente de chambre à la Cour d'appel de Bastia - premier vice-président du tribunal de grande instance de Marseille - Chevalier de l'Ordre national du Mérite - Chevalier de la Légion d'honneur
- .Marc Antonio Giappiconi-Marcantei, juge de paix sous le directoire, capitaine de sapeurs italiens sous le Premier-Empire